# Eutaenionotum
Eutaenionotum is een vliegengeslacht uit de familie van de oevervliegen (Ephydridae).

## Soorten
- E. guttipennis (Stenhammar, 1844)
- E. olivaceum Oldenberg, 1923